# Pandercetes gracilis
Pandercetes gracilis là một loài nhện trong họ Sparassidae. Loài này staat bekend om diens camouflagevermogen en hun snelheid om prooien te verschalken. P. gracilis phân bố ở Úc (Queensland), Nieuw-Guinea, op de Molukken và Sulawesi.
Loài này thuộc chi Pandercetes. Pandercetes gracilis được miêu tả năm 1875 bởi Ludwig Carl Christian Koch.